# Герасимова, Нина Николаевна
Нина Николаевна Герасимова (10 августа 1924, хутор Сорокин, Донецкая губерния — 16 января 1943, Краснодон) — член подпольной комсомольской антифашистской организации «Молодая Гвардия».

## Биография
Родилась в семье рабочего.
11 января 1943 года Нина Герасимова была арестована.
После жестоких пыток расстреляна и сброшена в шурф шахты № 5.
Похоронена в братской могиле героев на центральной площади Краснодона.

## Стихотворение
Живу я на свете, люблю я природу

   	В науках я счастье ищу.

   	За счастливую свою Родину

    Врагам я всегда отомщу.

    Только в Советской стране

   	Мы были счастливы тогда,

   	Но все наше будущее счастье

    Отобрали у нас немцы.

    Не забудем мы немецкую свору

   	Как зжигал он наши города,

   	А придёт ведь конец и ему

    За его кровавые дела.

   	Будем жить и работать вдвойне,

   	Чтобы немцев у нас не было

   	Поможем мы братьям на фронте,

   	Чтоб изгнать их от нас навсегда.

   	Потрудимся теперь мы втройне

   	Потому, что Родину любим

    За её освобожденье

   	Мы и свою жизнь отдадим.

   	Если погубят нас на земле родной,

   	Не нужно слёз и не тратьте свечей,

   	Крест могильный смените звездой

   	Напишите: «Была комсомолкой!»

12 июля 1942

### Семья
Отец — Николай Васильевич Герасимов.

Мать — Пелагея Петровна Герасимова (1898—?).

Сестра — Клавдия (1926—1928); братья — Александр (1928—1930), Виталий (1935—?).

## Награды
- орден Отечественной войны 1-й степени (1943, посмертно)
- медаль «Партизану Отечественной войны» 1-й степени (1943, посмертно).